# Ramal Concepción-Curanilahue
El ramal Concepción-Curanilahue (también conocido como el Ferrocarril de Concepción a Curanilahue o Tren del Carbón) es una vía férrea secundaria del ramal San Rosendo-Talcahuano emplazada en la provincia de Concepción y la de Arauco de la Región del Biobío. Originalmente fue construido durante la década de 1890 sirvió principalmente como medio de transporte para la industria carbonera en la región; luego pasó a manos del Estado en 1957 que lo implementó como servicio de pasajeros. A inicios del siglo XXI parte de su tramo fue reacondicionado para alojar la línea 2 del Biotrén.
Debido a la construcción de este ramal se debieron sortear accidentes geográficos como el río Biobío o los cerros de Lota. Es por esto que se desarrollaron obras de ingeniería como el Puente ferroviario Biobío.

## Historia
El sur del país experimentó un gran crecimiento en la industria del carbón durante mediados y finales del siglo XIX. Esto conllevó a la entrega de muchos títulos de explotación de yacimientos carboníferos en la denominada zona del carbón. Con este auge de la industria, se requerían métodos de transporte eficiente para la época. Durante esa época, ya existían ferrocarriles de explotación carbonífera, como lo era el ferrocarril de Schwager y el ferrocarril de Buen Retiro, ambos en Coronel. Además, ya existía un ferrocarril de trocha angosta entre Laraquete y Maquehua - Quilachanquin.
Desde la ciudad de Concepción con dirección sur, perteneciente a la compañía carbonífera The Arauco Company Limited, fue construido un ramal ferroviario con 103 km de largo, cuyos gestores fueron los señores Guillermo Délano, Juan Marks y Juan Murphy en 1873. La concesión del ferrocarril data de la ley de 23 de octubre de 1884
El ferrocarril fue diseñado para que partiera desde Concepción, cruzando el río Biobío por un puente de hierro de 1.890 metros de longitud, pasa por los puertos Coronel y Lota y otros centros carboníferos importantes y llegó a las minas de Curanilahue con 95 kilómetros de desarrollo, a los cuales hay que agregar ocho kilómetros que tiene un ramal que va al puerto de Arauco que surge desde la estación Carampangue. Además hay una serie de otros pequeños ramales para el servicio interno de las minas de carbón que sirve el ferrocarril, y cuya longitud alcanza a 12,7 km. La línea contempló 12 túneles que suman 2100 m.
Desde 1884 se venía pensando en un ferrocarril que uniera Lota, Cañete y Concepción por medio de este ramal y el ramal Los Sauces-Lebu; y ya para 1929 la estación Los Álamos era considerada como punto de encuentro entre ambos ramales. Sin embargo el proyecto jamás fue ejecutado.
Debido a la inestabilidad del territorio además de la complejidad que supone atravesar el río Biobío, el ferrocarril fue construido en etapas siendo el tramo San Pedro-Coronel, acabado en 1888, los tramos Coronel-Lota y Laraquete-Curanilahue, finalizados en 1889, y las secciones entre Concepción-San Pedro, Lota-Laraquete y Carampangue-Arauco, terminadas en 1890.
Debido a la decadencia de la industria y al uso del ferrocarril para transportar ciudadanos, se le cede al gobierno la vía principal para su operación el 25 de octubre de 1956, debido al coste de mantenimiento del ramal.
A mediados de la década de 1980, con la aparición de la industria de la madera y la celulosa en las zonas de Laraquete-Carampangue, este tramo de vía adquirió una nueva importancia desde el punto de vista comercial. Desde entonces el ferrocarril es utilizado para acarrear productos y materiales relativos a la industria forestal.
El 27 de mayo de 2005 y con favor de la municipalidad de Curanilahue, se remueve la vía entre el kilómetro 87,6 y 91,5. A mediados de 2010 se removió el resto de la vía entre Laraquete y Carampangue y el sur de la vía, cerca de 40 km.[cita requerida]

### Biotrén
Con la aparición de un servicio de transporte ferroviario suburbano en el Gran Concepción, el Biotrén utilizó parte de las líneas ya existentes en la zona. Debido al aumento de la población al sur del río Biobío, durante febrero de 2013 el presidente Sebastián Piñera anunció la restauración de las vías de este ramal entre estación Concepción y estación Coronel para operar como un servicio de pasajeros; con esto entraron en funcionamiento seis estaciones. En octubre de 2014 inician la preparación del plan de expansión a Coronel, en enero de 2015 comienzan las obras. El 29 de febrero de 2016 inicia la marcha blanca del servicio. El proyecto costó 76,8 millones de dólares; con la construcción de esta ruta, se construyeron dos vías; hasta ese entonces el servicio operaba en una sola vía.

### Futuro
Desde 2017 existen planes de extensión del servicio de la Línea 2 del Biotrén desde la estación Coronel hasta la estación Lota, incluyendo una estación intermedia en Playa Blanca. Se espera que el servicio esté en operaciones para el 2023. Con la extensión de este servicio, el aumento del tráfico ferroviario de carga y de pasajeros, y la antigüedad del actual puente, durante mucho tiempo han existido los planes de construcción de un nuevo puente ferroviario de doble vía. Durante julio de 2019 se hizo el anuncio oficial del diseño del puente. Se prevé que esté en operaciones durante 2023.

## Infraestructura

### Subramal Lota
Existió un subramal dentro de la localidad de Lota que abasteció a las minas y puertos que existían en la zona.

### Subramal Arauco
La construcción de un ramal de 7,5 km entre Carampangue y Arauco fue autorizada por decreto el 28 de abril de 1891. El subramal fue levantado en 1964 y su terraplén reacondicionado como la ruta P-20 que une a la comuna de Arauco con Carampangue.

### Puentes
| Puentes ferroviarios                      | Puentes ferroviarios | Puentes ferroviarios | Puentes ferroviarios | Puentes ferroviarios | Puentes ferroviarios |
| Nombre                                    | Punto kilométrico    | Largo (m)            | Altitud (m s. n. m.) | Año de inauguración  | Imagen               |
| ----------------------------------------- | -------------------- | -------------------- | -------------------- | -------------------- | -------------------- |
| Puente ferroviario Biobío                 |                      | 1 886 m              | 15                   | 1889                 |                      |
| Nuevo puente ferroviario Biobío           |                      | -                    | -                    | -                    |                      |
| Puente sobre estero Molla                 | -                    | 20                   | -                    | -                    |                      |
| Puente sobre el estero Manco              | -                    | 40                   | -                    | -                    |                      |
| Puente sobre el estero Colcura            |                      | 35                   |                      |                      |                      |
| Puente sobre el estero Chivilingo         |                      | 90                   |                      |                      |                      |
| Puente sobre el Río Laraquete             |                      | 70                   |                      |                      |                      |
| Puente sobre el Río Carampangue           |                      | 55                   |                      |                      |                      |
| Subramales                                |                      |                      |                      |                      |                      |
| Puente sobre calle "Playa Blanca" de Lota |                      |                      |                      |                      |                      |
| Puente sobre el Río Carampangue           |                      |                      |                      |                      |                      |

### Túneles
Este ferrocarril cuenta con doce túneles, los cuales suan 2 100 m en extensión; la gran mayoría de estos se encuentran concentrados en el tramo que se haya entre Lota y Laraquete. El tramo seleccionado en esta sección implicó la construcción de la vía al costado de la costa, sorteando acantilados.
| Túneles ferroviarios   | Túneles ferroviarios | Túneles ferroviarios | Túneles ferroviarios | Túneles ferroviarios | Túneles ferroviarios |
| Nombre                 | Punto kilométrico    | Largo (m)            | Altitud (m s. n. m.) | Año de inauguración  | Imagen               |
| ---------------------- | -------------------- | -------------------- | -------------------- | -------------------- | -------------------- |
| Túnel Cerro Chepe      | -                    |                      | -                    | -                    |                      |
| Túnel Lota             | -                    |                      | -                    | -                    |                      |
| Túnel P.K. 88          | 88                   | -                    | -                    | -                    |                      |
| Túnel                  | -                    | -                    | -                    | -                    |                      |
| Túnel                  |                      |                      |                      |                      |                      |
| Túnel                  |                      |                      |                      |                      |                      |
| Túnel                  |                      |                      |                      |                      |                      |
| Túnel                  |                      |                      |                      |                      |                      |
| Túnel                  |                      |                      |                      |                      |                      |
| Subramales             |                      |                      |                      |                      |                      |
| Túnel subramal de Lota |                      |                      |                      |                      |                      |

### Material rodante
Durante sus inicios, la red contaba con 25 locomotoras a vapor, 17 vagones para pasajeros y cerca de 550 carros de carga.

## Servicios

### Pasajeros
- Línea 2 del Biotrén

### Carga
- Celulosa Arauco y Constitución: Planta Horcones, que carga consigo hidróxido de sodio, clorato de potasio y petróleo desde 2006.[20]

### Turístico
- Servicio turístico Concepción-Laraquete.